# Феурейсл, Иржи
Иржи Феурейсл (чеш. Jiří Feureisl; 3 октября 1931, Страшице — 12 мая 2021) — чехословацкий футболист и хоккеист.

## Карьера

### Футбольная
Известно, что часть своей карьеры Иржи провёл в футбольной команде «Славия» из Карловых Вар, игравшей во втором дивизионе Чехословакии. Тем не менее это не помешало тренерам сборной Чехословакии зачислить его в состав сборной на чемпионат мира 1958 года.
В сборной Иржи сыграл 11 игр и забил семь голов. Дебют Феурейсла состоялся в 1956 году, когда в матче против Швейцарии он забил 4 гола. В финальной части чемпионата мира он сыграл три матча (два основных в групповом этапе и один дополнительный), отметившись голом в ворота Аргентины.

### Хоккейная
Иржи, помимо футбола, занимался профессионально хоккеем, играл в чехословацком чемпионате за команду «Славия» из Карловых Вар.